# Видаль, Дориан
Дориан Видаль (фр. Doriane Vidal; род. 16 апреля 1976 года, Лимож, Франция) — французская сноубордистка, выступавшая в хафпайпе и суперпайпе.
- Серебряный призёр Олимпийских игр в хафпайпе (2002);
- Трёхкратная чемпионка мира в хафпайпе (2001, 2003, 2005);
- Серебряный призёр чемпионата мира в хафпайпе (1999);
- Серебряный призёр X-Games в суперпайпе (2005);
- Обладательница малого Кубка мира по сноуборду в хафпайпе (1997/1998);
- Серебряный призёр зачёта Кубка мира по сноуборду в хафпайпе;
- 5-кратная победительница и многократный призёр этапов Кубка мира в хафпайпе (всего - 23 подиума);
- Чемпионка Франции в хафпайпе (1998).